# Baby, I Love You
«Baby, I Love You» — поп-песня, впервые записанная The Ronettes в 1963 году. Была написана Джеффом Барри, Элли Гринвич и Филом Спектором. Сингл достиг 24-го места в чарте Billboard Hot 100 и в Cashbox Hot 100, а также 11-го места в UK Pop Chart.
Британский журнал New Musical Express включил данную композицию в свой список «500 величайших песен всех времён», разместив её на 409-й позиции.

## Оригинальный трек
После неудачного успеха с Colpix Records в период между 1961 и 1963 годах, The Ronettes расторгли с лейблом контракт и в начале 1963 года заключили контракт с лейблом Фила Спектора Philles Records. В течение первых нескольких месяцев Фил Спектор и the Ronettes имели огромных успех, выпустив в августе 1963 года сингл «Be My Baby», который сумел попасть на второе место в чарте Billboard Hot 100 и на первое место в Cashbox Hot 100. После успеха «Be My Baby» Спектор поставил перед собой задачу закрепить популярность Ronettes к осени 1963 года.
Тем не менее возникли трудности, когда The Ronettes должны были появиться на телепередаче Дика Кларка «Караван звёзд» в рамках тура по стране.
Для записи песни «Baby, I Love You» Спектор решил обойтись одной ведущей солисткой Ронни Беннетт, оставив её в студии в Калифорнии, в то время как остальные Ronettes, Эстель Беннетт и Недра Телли выступили на шоу Дика Кларка. Кузен Ронни, Элейн отвечал за гастроли, в то время как Ронни записывала песню в Gold Star studios, в Калифорнии.
Поскольку другие участницы Ronettes на момент записи были недоступны, Спектор привлёк к работе Дарлин Лав и Шер, чтобы те записали бэк-вокальные партии. На фортепиано сыграл Леон Расселл. В январе 1964 года «Baby, I Love You» достигла 11-го места в Великобритании, когда Ronettes гастролировали по стране, выступая на разогреве у The Rolling Stones.
Песня вошла в альбом Presenting the Fabulous Ronettes, релиз которого состоялся в конце 1964 года.
Также песня стала саундтреком фильма «Девять месяцев».

### Участники записи
- Ведущий вокал: Ронни Беннетт
- Дополнительный вокал: Шер и The Blossoms (Дарлин Лав, Фанита Джеймс и Грасиа Ницше)
- Иструменталисты: The Wrecking Crew[англ.]

## Чарты
| Чарт (1964)                      | Высшая позиция |
| -------------------------------- | -------------- |
| U.S. Billboard Hot 100           | 24             |
| U.S. Billboard R&B Singles Chart | 6              |
| U.S. Cashbox Hot 100             | 24             |
| UK Singles Chart                 | 11             |

## Версия Энди Кима
Энди Ким записал песню на лейбле Джеффа Барри Steed Records для своего альбома Baby I Love You. Версия Кима была выпущена в виде сингла и достигла девятого места в U.S. Top Ten hit. Сингл получил статус золотого.

## Версия Ramones
Фил Спектор выступил продюсером кавер-версии Ramones, вошедшей в их альбом 1980 года End of the Century. В том же году сингл достиг 8-го места в UK Singles Chart.

## Прочие версии
- Дэйв Эдмундс выпустил свою версию песни в декабре 1972 года. В 1973 году она достигла 8-го места в Великобритании.
- Терри Рид записал свою версию для своего альбома 1979 года Rogue Waves[англ.].

Также эту песню исполняли:
- Шер
- Томми Роу
- Линда Ронстадт
- Bad Boys Blue